# Anarthrotarsus trichasi
Espèce
Anarthrotarsus trichasi est une espèce d'opilions dyspnois de la famille des Trogulidae.

## Distribution
Cette espèce est endémique de Crète en Grèce.

## Description
Les mâles mesurent de 4,1 à 4,4 mm et la femelle 4,68 mm.

## Systématique et taxinomie
Cette espèce a été décrite par Kontos et Martens en 2022.

## Étymologie
Cette espèce est nommée en l'honneur d'Apostolos Trichas.

## Publication originale
- Kontos & Martens, 2022 : « The description of a new species of Anarthrotarsus Šilhavý from Greece and a discussion about the genus (Arachnida: Opiliones: Trogulidae). » Revue suisse de Zoologie, vol. 129, no 1, p. 221–227.